# François Hemelsoet
Frans Hemelsoet est un architecte bruxellois né à Schaerbeek le 7 février 1875 et décédé en 1947.

## Biographie
Il exerce une activité professionnelle importante au début du XXe siècle et réalise aussi bien des groupes de maisons que des maisons particulières et hôtels de maître, principalement dans sa commune natale.
Le paysage essentiellement rural qui fait le Schaerbeek du XIXe siècle se voit transformé en quelques années. L'extension des lignes de tramway, les différentes gares de chemin de fer, le tracé de voiries entamé par le nouveau conseil communal font face à l'arrivée du XXe siècle.
Conjointement au vaste projet de développement la commune de Schaerbeek connaît dans la première décennie du nouveau siècle un essor économique sans précédent. Les autorités locales mettent l'accent sur l'urbanisation et encouragent également une architecture de qualité organisant des concours récompensant les plus belles constructions réalisées. C'est dans ce climat favorable que François Hemelsoet fait son entrée. Il peut compter parmi ses clients des familles bourgeoises et des personnes appartenant aux classes moyennes supérieures attirés par le développement du quartier. C'est ainsi que François Hemelsoet participe activement à l'élaboration du visage de la commune de Schaerbeek avec plus de 70 réalisations.
Comme l'avaient fait précédemment Paul Hankar, Georges Peereboom, Henri Jacobs, François Hemelsoet construit en 1902 sa maison personnelle, qui lui sert notamment pour annoncer ses caractéristiques et tendances de son langage architectural. Cette dernière, située au no 22 de l'avenue Princesse Elisabeth est construite dans un style éclectique et contient entre autres un oriel surmonté d'une tourelle, un pignon et une porte cochère démontrant un style audacieux.

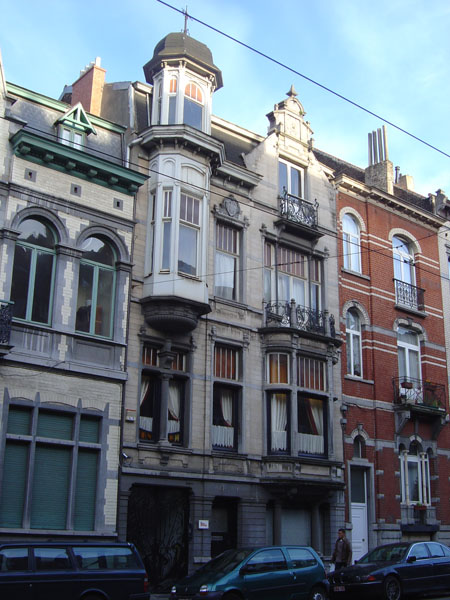
no 22 Avenue Princesse Élisabeth Vue d'ensemble
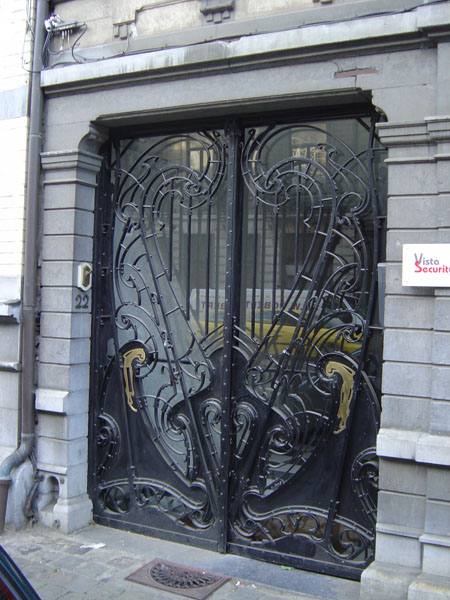
Détail porte
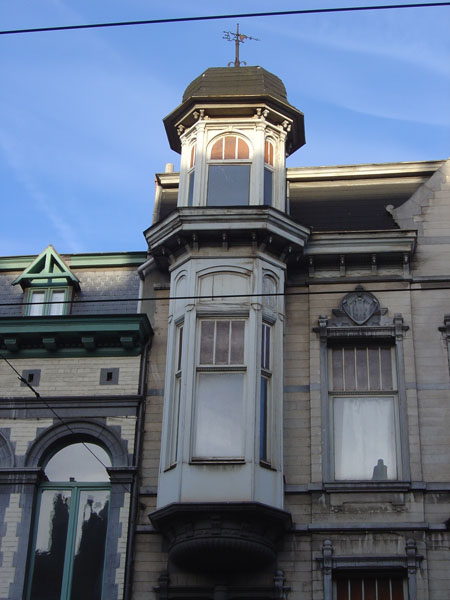
Détail tourelle

Concernant les groupes de maisons réalisés dans le bas du Boulevard Lambermont on remarque qu'il s'adapte vraisemblablement au goût de ses clients et compose remarquablement avec les différents styles allant d'influences de la Renaissance flamande à de l'Art nouveau en passant par le style Beaux-Arts et l'éclectisme.
Au fur et à mesure de ses créations quelques œuvres d'un Art nouveau sobre et maîtrisé se détachent comme les ateliers et maison des imprimeries Delcorde situés au no 44 de l'avenue Sleeckx (1912), l'hôtel particulier situé au n° 48 de l'avenue Eugène Demolder (1914), ou bien la maison particulière du no 9 de l'avenue Albert Giraud comprenant des sgraffites de Paul Cauchie (1913).
En 1928, il crée un immeuble de quatre étages au coin de la rue J & G. Martin et de l'avenue de Tervueren n°192.

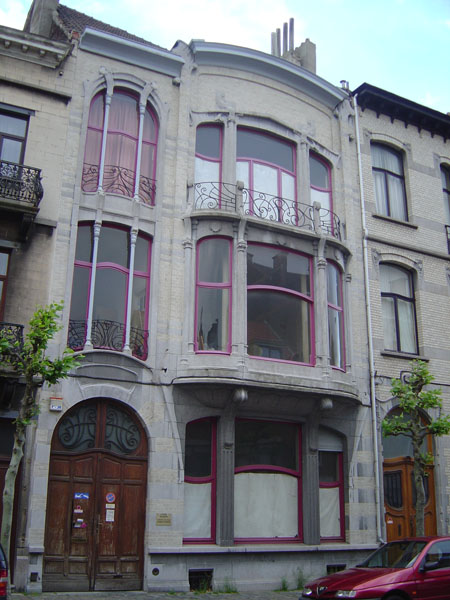
no 44 Avenue Sleeckx Vue d'ensemble
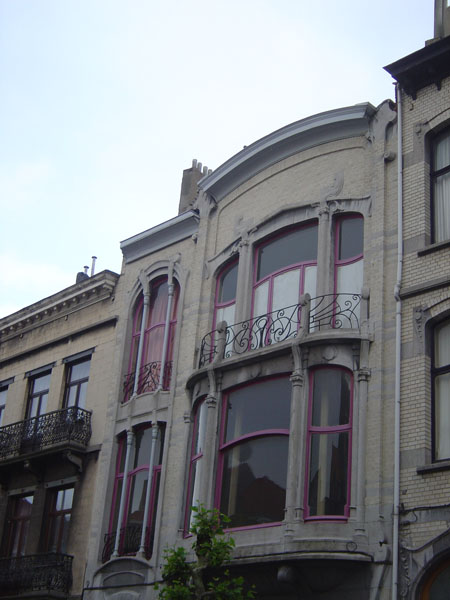
Détail : oriel et ferronneries
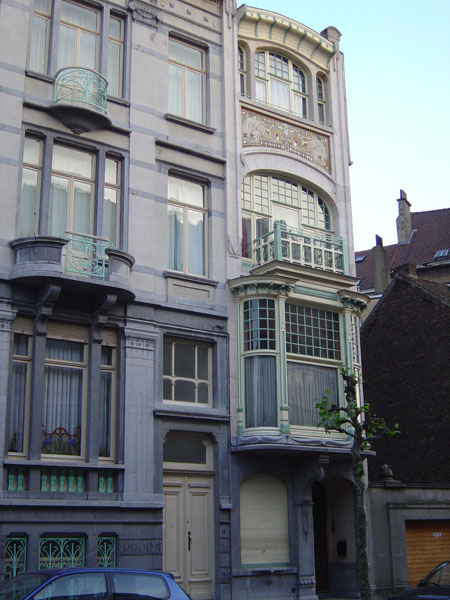
no 9 Avenue Albert Giraud Vue d'ensemble
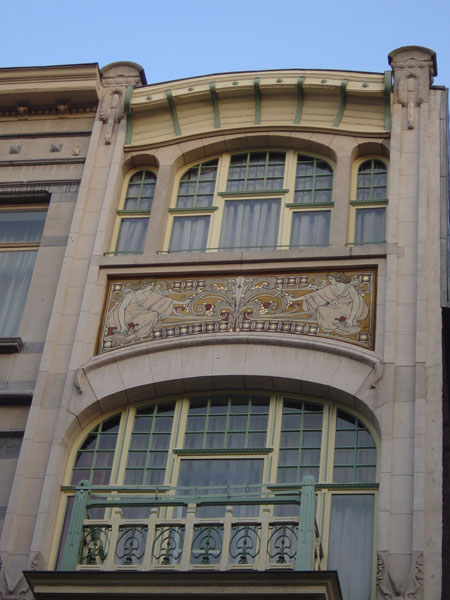
Détail Sgraffite